# Rubén Ruiz Ibárruri
Rubén Ruiz Ibárruri (Muskiz, 9 de gener de 1920 - Stalingrad, 25 d'agost de 1942) fou un militar espanyol, tinent de l'Exèrcit Roig i Heroi de la Unió Soviètica.
Fill de la dirigent comunista Dolores Ibárruri Gómez, des de molt jove va participar de la lluita política. L'any 1935 viatja a la Unió Soviètica, on treballa a una fàbrica d'automòbils i estudia a l'escola militar d'aviació, tot i que no va tenir temps de graduar-se com a pilot.
L'any 1936 torna a Espanya, on va participar en la Guerra Civil espanyola per lluitar contra el feixisme. Acabada la guerra, fuig a França a través dels Pirineus i s'exilia a la Unió Soviètica. Es gradua a l'Escola Militar del Soviet Suprem de la federació russa.
Des dels primers dies de la Segona Guerra Mundial participa en el front, i el seu baptisme de foc va ser a principis de 1941, al riu Berezinà, on va ser ferit. Pel valor demostrat en aquesta batalla fou guardonat amb l'Orde de la Bandera Roja.
Més endavant fou destinat a Stalingrad, on es va lliurar una de les batalles més sagnants de la guerra. Sota el comandament del general Aleksandr Rodimtsev, lluitant pel control del centre urbà front l'exèrcit nazi va ser ferit d'un impacte al pit mentre dirigia l'avanç d'una companyia de metralladores a les andanes de l'estació central. Deu dies després morí a l'hospital.
L'agost de 1956, el Presidium del Soviet Suprem de l'URSS li va concedir el títol pòstum d'Heroi de la Unió Soviètica.